# Dalí desnudo
Dalí desnudo, en contemplación ante cinco cuerpos regulares metamorfoseados en corpúsculos en los que aparece repentinamente la Leda de Leonardo cromosomatizada por el rostro de Gala es un cuadro del pintor español Salvador Dalí realizado en 1954. Está hecho mediante la técnica del óleo sobre lienzo, es de estilo surrealista y sus medidas son 61 x 46 cm. Se conserva en una colección particular.
La pintura es uno de los ejemplos más famosos de la pintura corpuscular de Dalí, basada en sus reflexiones sobre la física atómica y sus implicaciones metafísicas. En ella, Dalí representa imágenes explosionadas, descompuestas en múltiples corpúsculos esféricos, cónicos, piramidales.

## Descripción
En el cuadro aparece en primer plano Dalí desnudo y arrodillado en la playa de Port Lligat. Una concha censura su desnudez. Dalí parece estar contemplando la escena que sucede delante de él. La Leda de Leonardo representada por Gala como en su cuadro Galatea de las esferas, aparece junto con algunas esferas de distintos colores que flotan alrededor de ella. Dalí se arrodilla ante la escena.
El mar es representado como una piel que flota sobre la arena. Dalí recarga su mano sobre el agua.
Un perro con un pelaje similar más al de una vaca que al de un dálmata, duerme delante de Dalí (el perro está tomado del cuadro Degollación de San Cucufate, de Aine Bru).
Sobre la aparición de la Leda flota una construcción similar a una cúpula que se desintegra
Allí puede apreciar, según sus propias palabras:

La materia constantemente sometida a un proceso de desmaterialización, de desintegración a través del cual se manifiesta la espiritualidad de todas las sustancias